# An Sơn (phường)
An Sơn là một phường thuộc thành phố Tam Kỳ, tỉnh Quảng Nam, Việt Nam.
Phường An Sơn có diện tích 2,47 km², dân số năm 2019 là 13.480 người, mật độ dân số đạt 5.458 người/km².